# Proteïna DdrC
La proteïna DdrC (sigles de l’anglès DNA Damage Repair and Cell cycle control), codificada pel gen A2G07_003810, és una proteïna implicada en els mecanismes de reparació del dany a l’ADN i en la regulació del cicle cel·lular. Aquesta proteïna juga un paper crucial en la detecció i resposta a lesions en l’ADN, ja sigui activant vies de senyalització que permeten la reparació del material genètic danyat o, en cas de dany irreparable, induint mecanismes com l'apoptosi per mantenir l’estabilitat genòmica. La funció adequada de la DdrC és essencial per prevenir mutacions i mantenir la integritat cel·lular.
La proteïna s’uneix tant a ADN monocatenari com a l'ADN bicatenari, i du a terme activitats com la compactació de fragments d'ADN i l'aparellament de cadenes simples, demostrant així un rol important en la reparació dels danys.

## Història

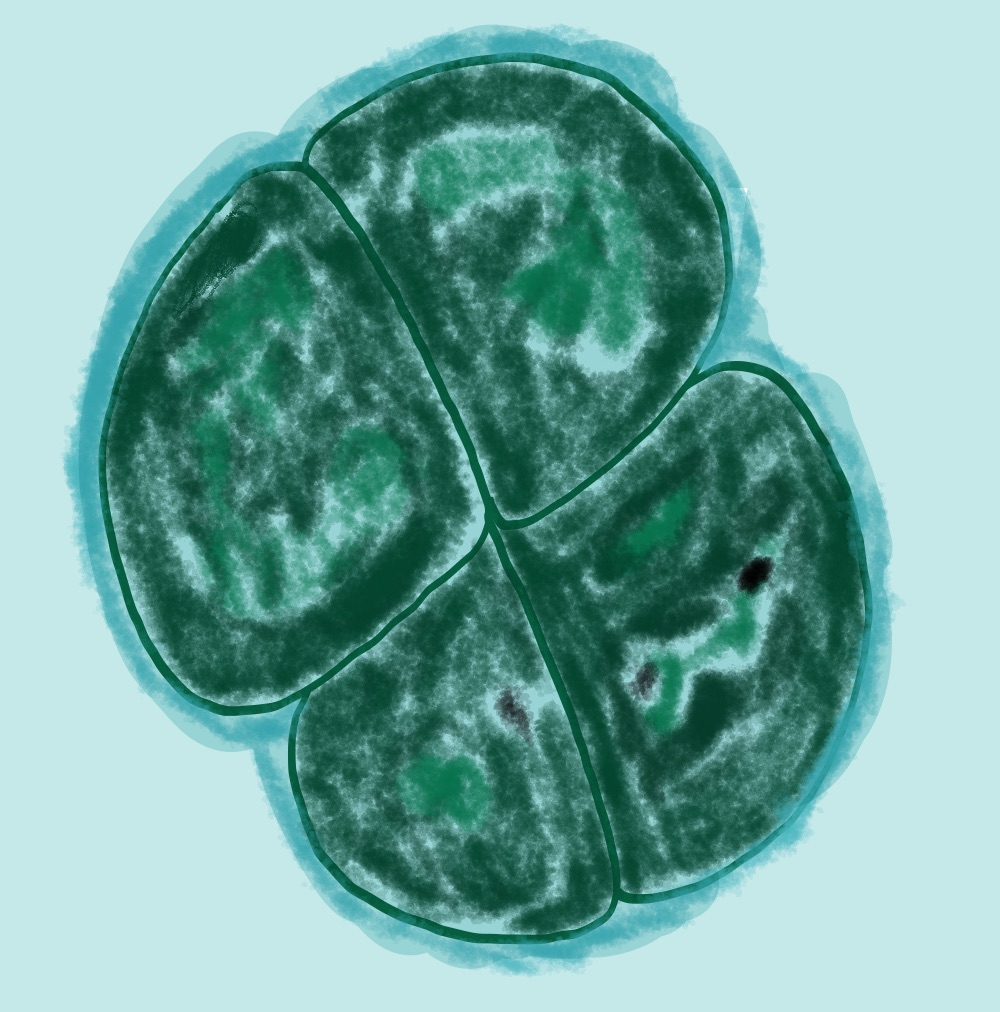
Dibuix de Deinococcus radiodurans

El descobriment de la proteïna DdrC en el bacteri Deinococcus radiodurans (vegeu la figura: Dibuix de Deinococcus radiodurans ) va ser un descobriment significatiu per la comprensió dels mecanismes de reparació d'ADN en organismes extremòfils. Deinococcus radiodurans, conegut per la seva extraordinària resistència a la radiació i a condicions adverses, ha sigut estudiat des de la dècada de 1950, quan la seva capacitat per sobreviure a dosis letals de radiació ionitzant es va convertir en un model de resistència al dany de l'ADN.
Aquest tret va ser descobert per Arthur W. Anderson a l'Estació experimental Agrícola d'Oregon, a Corvallis. En aquell moment, es feien experiments per determinar si es podien esterilitzar aliments enllaunats utilitzant radiació gamma. D'aquesta manera, es van exposar unes llaunes de carn a una dosi de radiació que, segons es creia, eliminaria qualsevol forma de vida coneguda. Sorprenentment, la carn es va fer malbé i, en una anàlisi posterior, es va descobrir que en algunes llaunes una forma de vida havia sobreviscut a la radiació. Aquesta forma de vida era, de fet, Deinococcus radiodurans.
Actualment, amb l’estudi d’aquests bacteris s'ha pogut observar com la proteïna DdrC, que forma part del proteoma de Deinococcus radiodurans, és ràpidament reclutada cap al nucleoide quan el DNA ha sigut danyat per radiació ionitzant o per dessecació. La transferència horitzonal de gens pot fer que, amb el pas del temps, la proteïna DdrC es vegi codificada cada cop en més bacteris, permetent que hi hagi més bacteris que sobrevisquin a condicions extremes de radiació per selecció natural.

## Estructura
L'estructura d'aquesta proteïna, que ha sigut resolta mitjançant cristal·lografia de raigs X, revela una conformació predominantment α-helical (vegeu la figura: Esquema dels diferents dominis de la proteïna DdrC), que és una característica estructural típica de moltes proteïnes que intervenen amb processos de l'ADN.

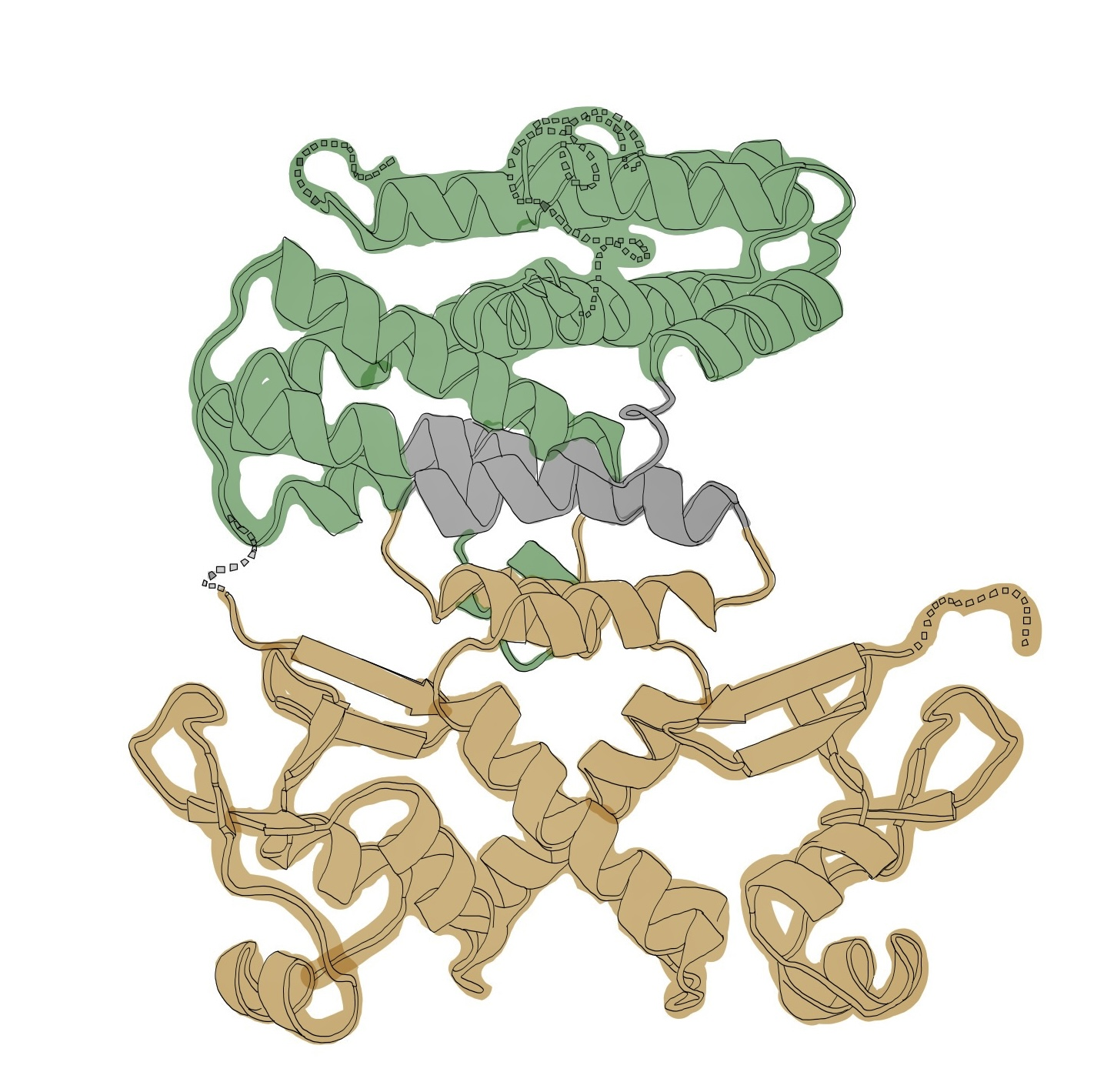
Esquema dels diferents dominis de la proteïna DdrC

En particular, el seu extrem N-terminal (NTD) abasta els primers 97 residus de la proteïna (vegeu figura: Estructura esquemàtica de proteïna DdrC) i inclou cinc cadenes β i quatre hèlixs α, que adopten un motiu conegut com a winged-helix-turn-helix (wHTH).
El motiu helix-turn-helix (HTH) és una estructura comuna en proteïnes que s'uneixen a l'ADN. En el cas de DdrC, el (wHTH) inclou una "ala" addicional formada per un petit bucle o una cadena β que està associada al domini principal, la qual cosa és fonamental per a la capacitat de DdrC de reconèixer l'ADN i li confereix un contacte més específic.
Una característica única del NTD de DdrC és que, tot i que el motiu wHTH en altres proteïnes té típicament una càrrega positiva per unir-se a l'ADN, en el NTD de DdrC es mostra una càrrega negativa a la seva superfície. Aquesta càrrega negativa podria inhibir la unió directa de DdrC a l'ADN, suggerint que pot ser regulada per altres factors o necessitar una interacció amb altres proteïnes per activar la seva funció.
L'extrem C-terminal de DdrC, que s'estén dels residus 126 al 231 (vegeu figura: Estructura esquemàtica de proteïna DdrC), està format per un feix de quatre hèlixs α que constitueixen una estructura capaç d'interactuar amb l'ADN. Aquesta interacció és facilitada per la presència d'aminoàcids bàsics com la lisina, l'arginina i la histidina, els quals tenen càrrega positiva. Aquesta càrrega els permet unir-se a l'ADN, que és de càrrega negativa a causa dels grups fosfats de la seva columna vertebral.
Els dominis N-terminal i C-terminal estan connectats per una regió d'enllaç que inclou els residus 98-125 (vegeu la figura: Estructura esquemàtica de proteïna DdrC), la qual abasta l'hèlix α5 i la part N-terminal de l'hèlix α6 (denominada α6a).
A més, la proteïna es plega formant homodímers asimètrics intercanviats, compostos per dues cadenes: A i B. En la cadena A es mostra una hèlix α8 desordenada i una hèlix α6 llarga i contínua. En canvi, en la cadena B, es mostra una cadena hèlix α6 distorsionada i és dividida en dues parts (α6a i α6b) per facilitar l’intercanvi de dominis. Aquest fet inusual li permet tenir una major versatilitat en la seva interacció amb l'ADN.

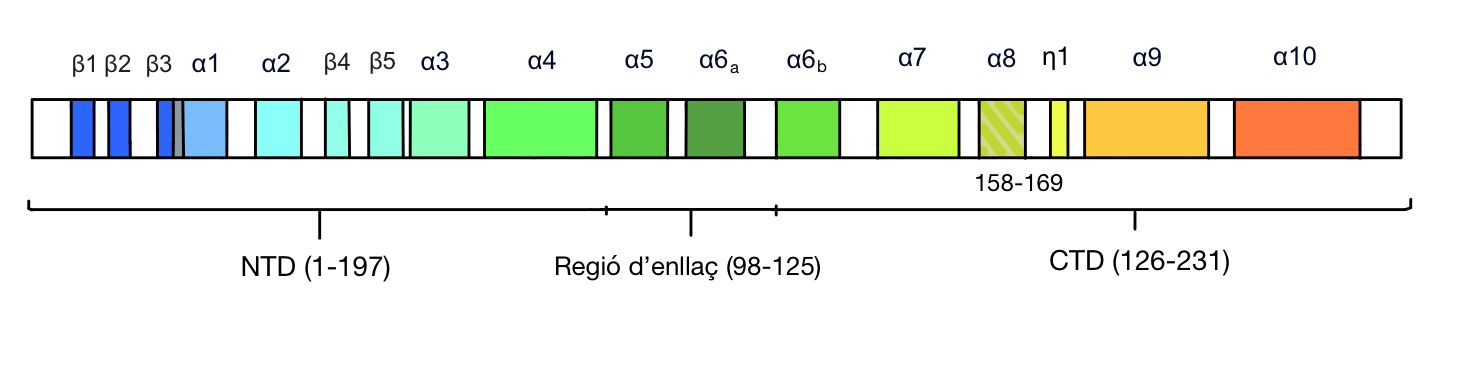
Estructura esquemàtica de la proteïna DdrC

Quan les dues còpies de la proteïna s’uneixen, combinen i comparteixen parts de les seves estructures per formar un complex més estable. Això també augmenta la seva capacitat per reconèixer i unir-se a l’ADN danyat. En aquest dímer, la interfície d'unió s'estabilitza mitjançant 23 ponts d'hidrogen i 10 ponts salins. Aquesta configuració és poc comuna en comparació amb altres proteïnes, fet que subratlla la singularitat de DdrC.

### Estructura a nivell funcional
A nivell funcional, DdrC presenta dos llocs asimètrics de fixació a l'ADN, cadascun amb una afinitat específica tant per ADN monocatenari (ssDNA) com per ADN bicatenari (dsDNA) permeten la unió de la proteïna a trossos d'ADN trencats per estabilitzar-los i evitar que enzims degradin aquest ADN.
Concretament, la regió més afí a l'ADN monocatenari (ssDNA) és la winged-helix-turn-helix (wHTH)  trobada a l'extrem N-terminal, que atesa la seva flexibilitat, pot reconèixer i unir-se de manera més fàcil a regions d'ADN monocatenari mitjançant ponts d'hidrogen i interaccions electroestàtiques amb els grups fosfat de l'ADN.
En el cas de l'ADN bicatenari, l'única regió de DdrC que intervé en la unió és la zona C-terminal, que conté hèlixs α. Aquestes hèlixs s'uneixen a les dues cadenes de l'ADN bicatenari mitjançant interaccions electroestàtiques i ponts d'hidrogen amb els grups fosfat de l'ADN.
Així, DdrC exerceix un paper fonamental en la preservació de la integritat estructural del nucleoide, especialment després de danys massius al genoma.

### Unió amb l'ADN
En l'estudi estructural de DdrC, es van identificar quatre punts principals de contacte entre el dímer de DdrC i l'ADN. Aquests punts es localitzen principalment a la cadena A de DdrC, que interactua més intensament amb l'ADN que la cadena B. Les interaccions es distribueixen entre els dominis NTD i CTD de DdrC, amb diversos residus carregats positivament implicats en els punts de contacte.
El primer punt de contacte es troba a la forquilla β N-terminal, abans del motiu wHTH al NTD, mentre que el segon punt de contacte està a l'hèlix α4, amb una interacció significativa d'Arg81. El tercer i quart punt de contacte es localitzen al CTD, amb implicació dels residus Arg142 i Gln146 de l'hèlix α7, i tres residus carregats positivament (Lys158, Arg164, i Arg167) a la regió flexible entre les hèlix α7 i α9.
Cada cara del dímer DdrC interactua amb un ADN a través de diversos punts de contacte, però, degut a l'asimetria intrínseca del dímer, les superfícies de contacte són distintes.

## DdrC com a mecanisme de protecció de l'ADN
Durant l'estudi del bacteri Deinococcus radiodurans, es va descobrir la peculiaritat que presenta per tolerar els danys massius a l'ADN. En detectar condicions que amenacen el material genètic, el bacteri activa un mecanisme conegut pel nom de Resposta a la Radiació - Dessecació (RDR), un sistema que regula l'expressió de diverses proteïnes involucrades en la reparació de l'ADN. Algunes d'aquestes proteïnes són: DdrA, DdrB, DdrC i DdrD. S'ha vist com l'eliminació de la proteïna DdrC produeix una major sensibilitat de la cèl·lula a la radiació ionitzant, de forma que aquesta presenta un augment de mutacions a l'ADN.

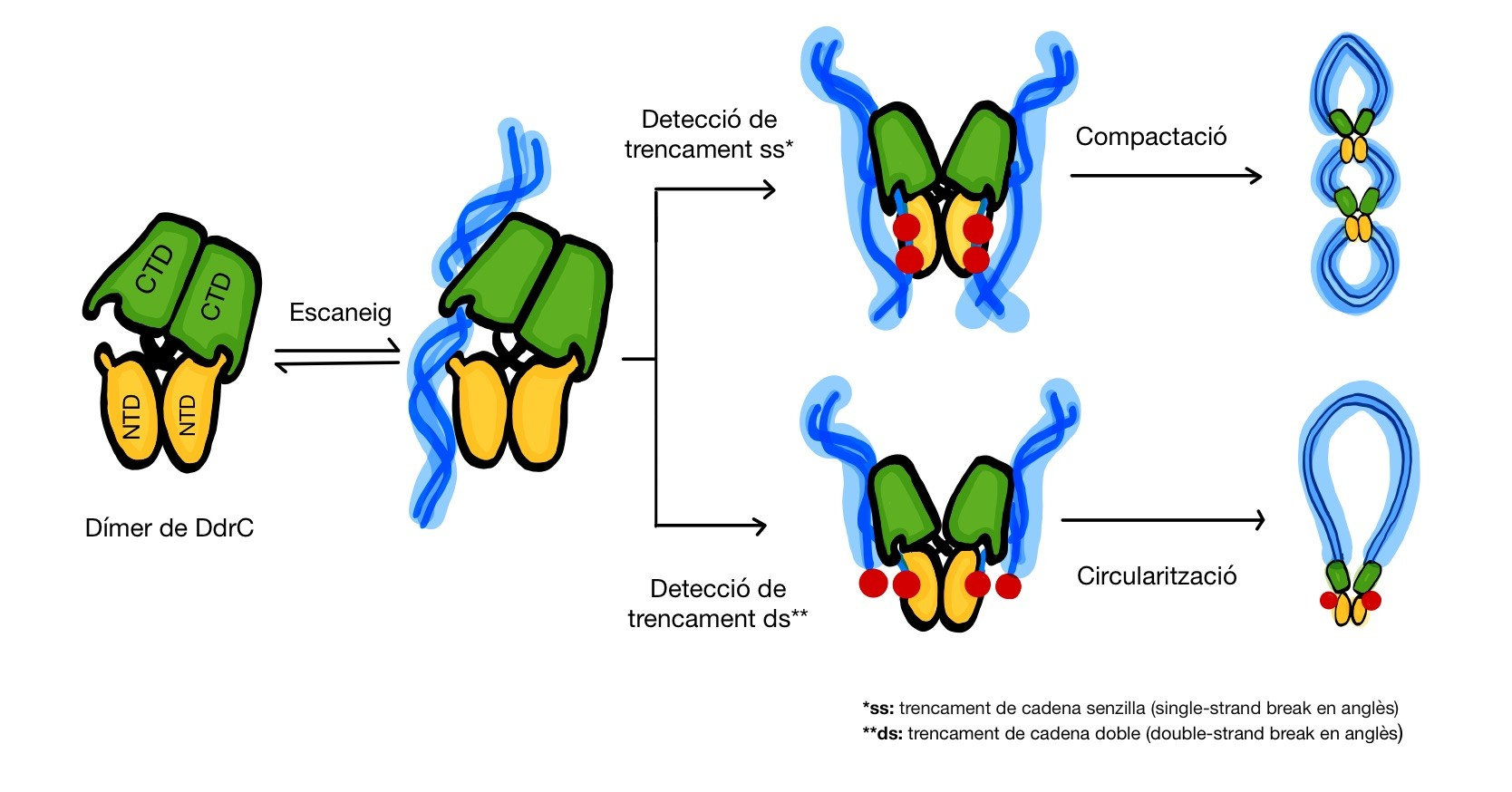
Mecanisme d'acció de la proteina DdrC amb simple i doble cadena

La proteïna DdrC ha demostrat tenir múltiples funcions en relació amb l'ADN, podent-se unir tant a cadenes d'ADN monocatenari com bicatenari (vegeu la figura: Mecanisme d'acció de la proteina DdrC amb simple i doble cadena). En unir-se a l'ADN monocatenari, facilita el procés d'hibridació de les cadenes mitjançant la unió per ponts d'hidrogen entre les seves bases nitrogenades. En fer-ho, protegeix l'ADN de la degradació de les nucleases i promou la recuita. Quant a la seva interacció amb l'ADN bicatenari, la DdrC circularitza l'ADN lineal i condensa els plasmidis de manera compacta.
Quan l'ADN circular pateix danys per agents externs com la radiació o productes químics, poden aparèixer trencaments de cadena senzilla, trencant la seva forma circular i transformant-lo temporalment en ADN lineal. La proteïna DdrC s'uneix específicament a aquests punts de dany, estabilitzant els fragments i facilitzant-ne la reorganització fins a assolir el tancament i circularització de l'ADN.
El mecanisme d'acció de DdrC es basa en la formació de dímers on cadascun d'aquests dímers s'uneix simultàniament a dos punts de trencament de la cadena senzilla en l'ADN, immobilitzant-los entre si i mantenint les dues parts de l'ADN alineades i estables. A mesura que DdrC es va unint a múltiples parells de trencaments al llarg del fragment d'ADN danyat, es produeix una compactació progressiva del material genètic.
Aquest procés d'unió i immobilització ajuda a evitar la dispersió dels fragments d'ADN trencats, la qual cosa permet que es mantinguin propers entre sí fins que es puguin reparar. En conjunt, l'acció de DdrC facilita que l'ADN lineal pugui adoptar una conformació circular més estable, un estat que resulta menys vulnerable a nous danys i pot ajudar en la preservació de la informació genètica fins a completar-se la reparació.

## Aplicació pràctica
Gràcies a la versatilitat, resistència i alta capacitat reparativa de la proteïna DdrC, aquesta podria ser utilitzada com a eina biotecnològica, especialment en l'àmbit de la lluita contra el càncer, mitjançant tècniques d'enginyeria genètica.
Donat que la DdrC té una gran autonomia a l'hora de tractar ADN danyat, es planteja la possibilitat de transferir el gen que codifica aquesta proteïna a altres cèl·lules o organismes per dotar-los d'una capacitat similar. Concretament, aquest gen podria ser introduït a través de vectors virals o plasmidis en cèl·lules humanes per millorar la resposta a danys en el genoma.
A més, s'ha observat, que la DdrC proporciona una resistència quaranta vegades superior a la radiació UV, fet per el qual es creu que va permetre que Deinococcus radiodurans sobrevisqués a condicions extremes fora de l'Estació Espacial Internacional (ISS) i en entorns similars a Mart.
Així, via transferències genètiques del gen codificant, es podrien aconseguir tractaments contra el càncer o obtenir plantes resistents a la radiació UV i, per tant, al canvi climàtic en zones més afectades per la desintegració de la capa d'ozó.